# Provincia de Pasto
La provincia de Pasto fue una entidad administrativa creada el 30 de marzo de 1823 en la Gran Colombia como parte de las reformas administrativas llevadas a cabo por el Congreso de la República, formando parte del entonces departamento del Cauca. Una vez la Gran Colombia se desintegró, Pasto formó parte de la República de la Nueva Granada como una de sus entidades territoriales hasta 1857 cuando pasó a integrar el Estado Soberano del Cauca.

## Historia

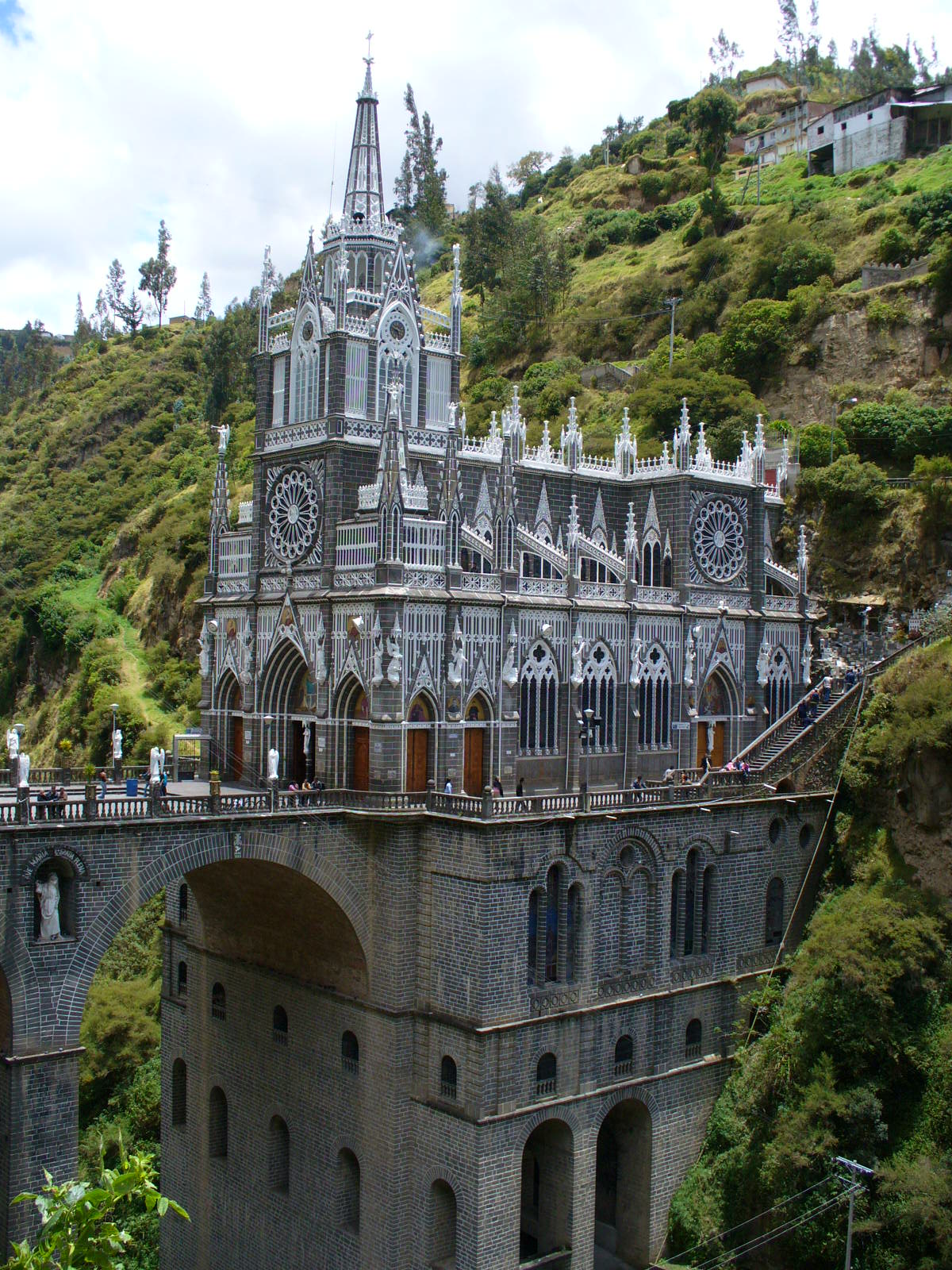
Santuario de Las Lajas.

Durante la época precolombina el territorio estaba ocupado por los Pastos, Quillacingas, Iscuandés, Telembíes, Tumas, Tabiles, Abadaes, Chinches, Chapanchicas y Pichilimbíes; es a partir de 1522 que empieza la exploración española de la región, cuando Pascual de Andagoya recorre parte de la costa colombiana del océano Pacífico como parte de la campaña de conquista del interior de la Tierra Firme, obteniendo entre tanto información que utilizó Francisco Pizarro para organizar la expedición que culminó con la conquista del Perú.
Los primeros exploradores de la región cercana a Pasto fueron Juan de Ampudia y Pedro de Añasco, comisionados por Sebastián de Belalcázar en 1535, quien a su vez recorrió el territorio en 1536 y llegó hasta Popayán donde permaneció algún tiempo. Durante la colonia el territorio perteneció inicialmente a las gobernaciones y provincias de Quito y Popayán, si bien desde el siglo XVIII formó parte sólo de la provincia de Popayán.
Después de la independencia, en 1821, pasó a integrar el departamento grancolombiano del Cauca hasta 1831, cuando fue suprimida. Durante la época de disolución grancolombiana, el primer presidente ecuatoriano, general venezolano Juan José Flores solicitó que las provincias de Pasto, Popayán y Buenaventura se incorporaran voluntariamente al Ecuador.  Mandó entonces guarniciones a Pasto y visitó esas ciudades, donde expidió un decreto en que declaraba incorporado el Departamento del Cauca al Ecuador. El 22 de julio de 1831 la Nueva Granada de manera insistente reclamaba la devolución de este Departamento al Ecuador y éste mantenía su negativa, lo cual derivó en una difícil situación para ambos países.
Es entonces cuando se produce el enfrentamiento militar entre el Ecuador y la Nueva Granada. El General José Hilario López se sublevó en Popayán en favor de Nueva Granada y se entabló un combate entre el ejército ecuatoriano dirigido por Flores y el neogranadino, comandado por José María Obando. Los soldados ecuatorianos triunfaron en algunos combates, pero la falta de abastecimientos los hizo doblegar. Ante esta situación Flores celebró un Tratado de Paz y Límites con Nueva Granada en la ciudad de Pasto el 8 de diciembre de 1832, fijándose el río Carchi como límite fronterizo entre ambos Estados dejando pendiente la decisión sobre los puertos de La Tola y Tumaco, en la provincia de Buenaventura. El Tratado de Pasto tan solo dio límites a una parte de la frontera, no así al resto del territorio del Ecuador que vino a demarcarse posteriormente con Colombia.
En 1846 fueron segregadas de su territorio las provincias de Barbacoas y Túquerres. Más tarde en 1857 éstas provincias, junto con las de Buenaventura, Popayán, Cauca, Chocó y el territorio del Caquetá, constituyeron el Estado Soberano del Cauca que fue convertido en departamento por la reforma constitucional en 1886.

## Geografía

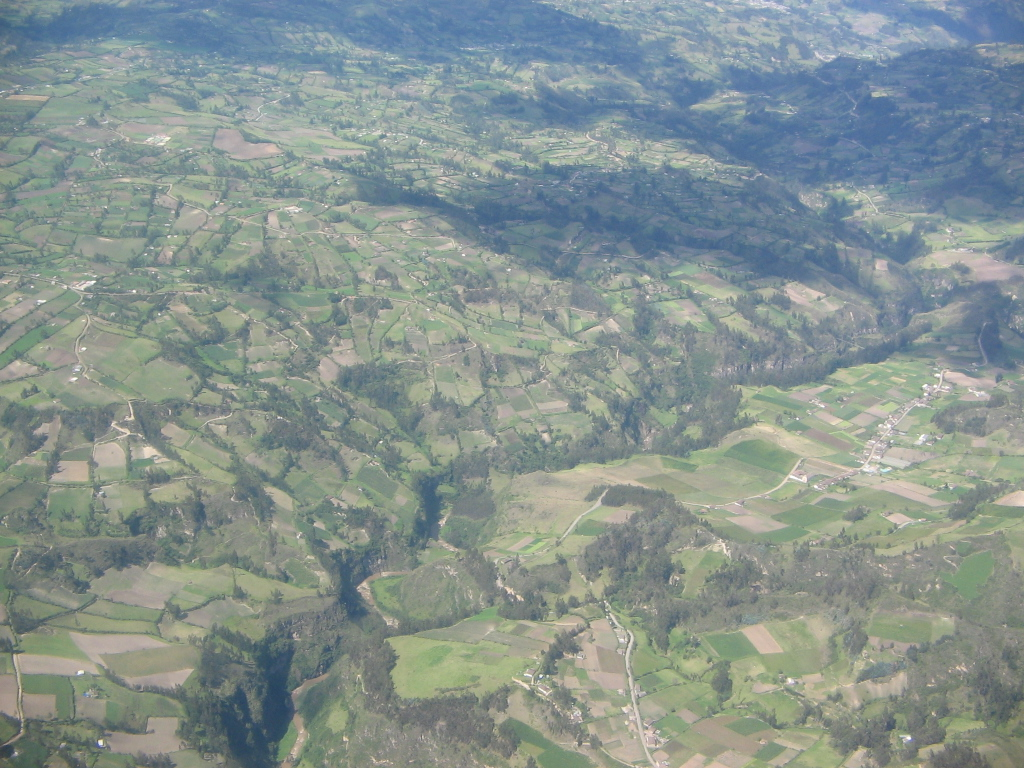
Paisaje de Ipiales.

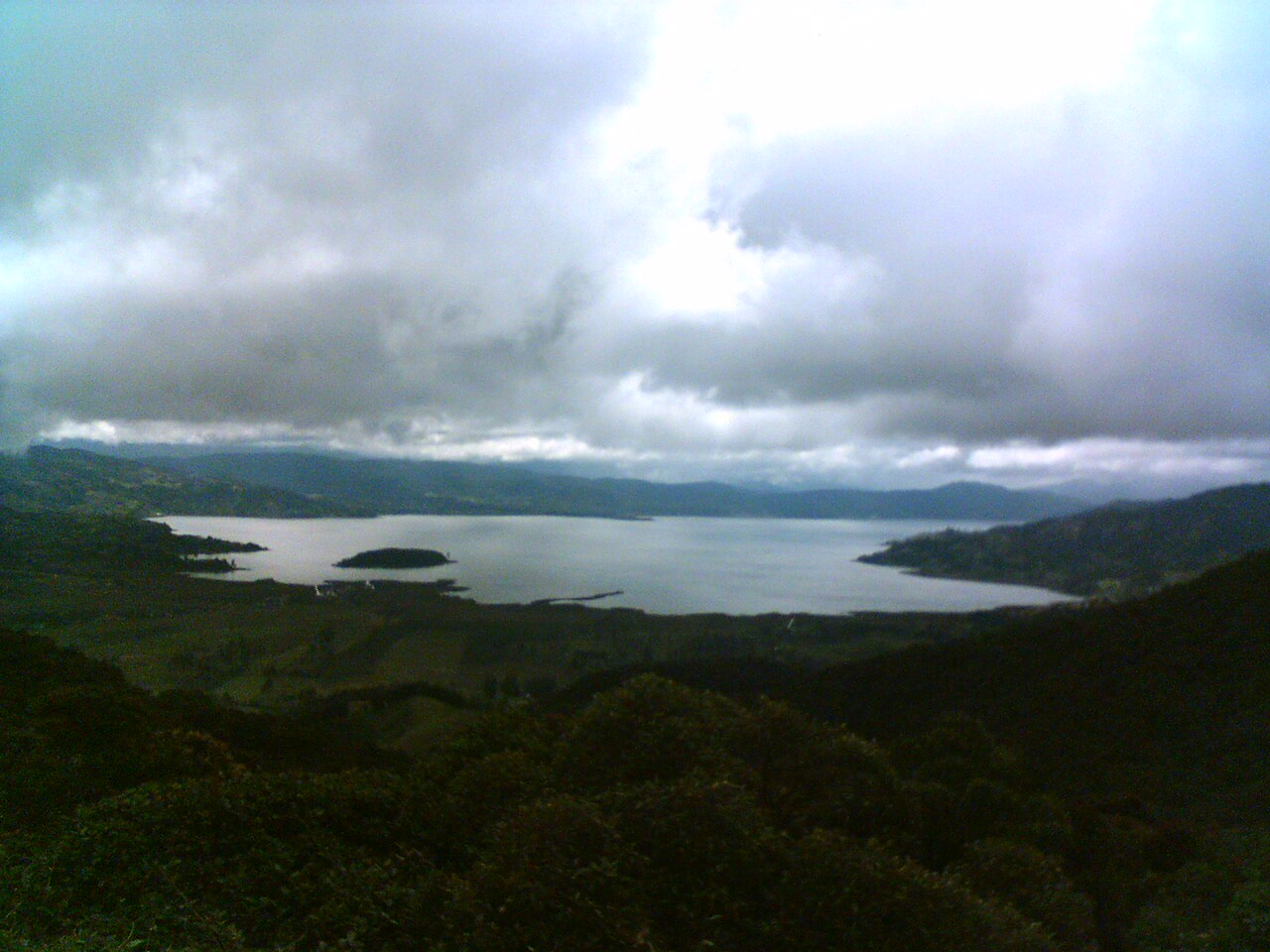
Laguna de la Cocha.

### Límites
Al momento de su primera erección, Pasto confinaba con las siguientes provincias (siguiendo el sentido de las agujas del reloj): Buenaventura, Popayán, Neiva y las provincias fronterizas de Ecuador. Cuando fue suprimida en 1830 formó parte de la antigua provincia de Popayán. Una vez que fue elevada de nuevo a estatus de provincia neogranadina, su territorio fue reducido y se creó a partir de ella la provincia de Túquerres.
A grandes rasgos, los límites que correspondían a la Provincia de Pasto en 1850 empezaban en la confluencia del río Guáitara en el Patía, siguiendo el curso del primero hasta la boca del Andesmayo y por este hasta su origen. De allí el límite continuaba por las cumbres de los Andes hasta el Guapuscal, de allí pasaba por el oriente de la Laguna de la Cocha, atravesaba el río Guamués y llegaba hasta el volcán Bordoncillo. Continuaba luego por la quebrada Champiparama hasta su origen, de este por las cumbres de la cordillera hasta el páramo de Aponte y luego en línea recta hasta el páramo de Tajumbina.

### Aspecto físico
La provincia de Pasto comprendía lo que actualmente es la parte oriental del departamento colombiano de Nariño. De perfil montañoso, poseía pocos ríos y escasas vías de comunicación. Dentro de los ríos, el Patía y el Guamués eran los más importantes de la provincia. La Laguna de la Cocha servía de asiento para algunos asentamientos indígenas y como actividad pesquera de las mismas.

### División territorial
La provincia de Pasto estuvo dividida en 1825 en los cantones de Pasto e Ipiales. Cuando fue recreada en 1834 la componían los cantones de Pasto, Barbacoas, Tumaco y Túquerres, hasta 1846 que se le segregaron los cantones de Barbacoas y Tumaco para formar la provincia de Barbacoas, y el cantón de Túquerres para formar la provincia homónima.
Entre 1843 y 1846 la provincia estaba conformada por los siguientes cantones, distritos parroquiales y aldeas:
- Cantón de Pasto: Pasto, Buesaco, Consacá, Funes, Matituy, Mocoa, Tablón, Tambo, Taminango, Sibundoy y Yacuanquer.
- Cantón de Barbacoas: Barbacoas, San José y San Pablo.
- Cantón de Tumaco: Tumaco y Salahonda.
- Cantón de Túquerres: Túquerres, Ancuyá, Carlosama, Cumbal, Guachaves, Guachucal, Guaitarilla, Ipiales, Males, Mallama, Mayasquer, Pupiales, Sapuyes y Yascual.

## Demografía
De acuerdo al censo de 1835, la provincia contaba ya con 58 589 habitantes, y para 1843, con 75 171.
Según el censo de 1851, la provincia contaba con 27 620 habitantes, de los cuales 13 225 eran hombres y 14 395 eran mujeres. La provincia de Barbacoas, que ya había sido segregada de la de Pasto, contaba con 26 519 habitantes, de los cuales 13 488 eran hombres y 13 031 eran mujeres. La provincia de Túquerres, que igualmente había sido escindida de la de Pasto, contaba con 43 107 habitantes, de los cuales 20 577 eran hombres y 22 530 eran mujeres.
| Evolución demográfica de la provincia de Pasto |
|                                                |